# Marché principal
Le marché principal d'un produit, en marketing, est composé par lui et l'ensemble de ses concurrents directs, l'ensemble des produits semblables. Les études de marché s'attachent principalement à ce niveau, en analysant les concurrents, les consommateurs et leurs comportements, les distributeurs, l'environnement… Le marché principal est notamment responsable de la formation du prix.